# Anselmo Robbiati
Anselmo Robbiati (ur. 1 stycznia 1970 w Lecco) – włoski piłkarz, grający na pozycji pomocnika lub napastnika. W trakcie kariery piłkarskiej związany był głównie z Fiorentiną. W 2009 roku zakończył karierę zawodniczą i od tamtego czasu pełni funkcję asystenta trenera w klubie Serie C2, A.S.D. Giallo-Blu Figline.

## Kariera
Jest synem Luigiego, który grał dla Interu Mediolan w Serie A w latach 50.
Robbiati rozpoczął profesjonalną karierę piłkarską w 1987 roku w klubie Serie C1, AC Monza. W 1993 roku przeszedł do Fiorentiny, wówczas grającej w Serie B. W klubie tym grał do 1999 roku, często w charakterze rezerwowego. Następnie przeszedł do SSC Napoli, a w 2000 roku został piłkarzem Interu Mediolan. Nie zdołał rozegrać tam jednak ani jednego meczu. Gdy był zawodnikiem Interu, dwukrotnie został wypożyczony: do Perugii i Fiorentiny.
W 2002 roku Robbiati został zawodnikiem Ancona Calcio, klubu grającego wtedy w Serie B. Następnie był piłkarzem US Grosseto i AC Monza. W sezonie 2005/2006 po raz pierwszy zagrał w Serie D, w barwach Como Calcio. W październiku 2006 przeszedł do ASD Figline. W tym klubie przez dwa pierwsze sezony był kapitanem, a Figline awansowało w ciągu tych dwóch lat z Eccellenza do Serie C2. W styczniu 2009 roku ogłosił zakończenie kariery piłkarskiej i został asystentem trenera w klubie.

## Statystyki klubowe
| Sezon         | Klub           | Liga       | Mecze | Gole |
| ------------- | -------------- | ---------- | ----- | ---- |
| 1987/1988     | AC Monza       | Serie C1   | 10    | 0    |
| 1988/1989     | AC Monza       | Serie B    | 9     | 0    |
| 1989/1990     | AC Monza       | Serie B    | 34    | 1    |
| 1990/1991     | AC Monza       | Serie B    | 23    | 3    |
| 1991/1992     | AC Monza       | Serie B    | 25    | 6    |
| 1992/1993     | AC Monza       | Serie B    | 34    | 10   |
| 1993/1994     | ACF Fiorentina | Serie B    | 31    | 6    |
| 1994/1995     | ACF Fiorentina | Serie A    | 15    | 0    |
| 1995/1996     | ACF Fiorentina | Serie A    | 32    | 6    |
| 1996/1997     | ACF Fiorentina | Serie A    | 30    | 11   |
| 1997/1998     | ACF Fiorentina | Serie A    | 25    | 3    |
| 1998/1999     | ACF Fiorentina | Serie A    | 22    | 1    |
| 1999/2000     | SSC Napoli     | Serie B    | 20    | 2    |
| 2000/2001 (j) | Inter Mediolan | Serie A    | 0     | 0    |
| 2000/2001 (w) | AC Perugia     | Serie A    | 12    | 3    |
| 2001/2002 (j) | Inter Mediolan | Serie A    | 0     | 0    |
| 2001/2002 (w) | ACF Fiorentina | Serie A    | 5     | 0    |
| 2002/2003     | Ancona Calcio  | Serie B    | 12    | 0    |
| 2003/2004     | US Grosseto    | Serie C2   | 8     | 2    |
| 2004/2005     | AC Monza       | Serie C2   | 29    | 4    |
| 2005/2006     | Como Calcio    | Serie D    | 25    | 5    |
| 2006/2007     | ASD Figline    | Eccellenza | 25    | 4    |
| 2007/2008     | ASD Figline    | Serie D    | 25    | 3    |
| 2008/2009 (j) | ASD Figline    | Serie C2   | 10    | 1    |

## Sukcesy
- 1995/1996 – Puchar Włoch (ACF Fiorentina)
- 1996 – Superpuchar Włoch (ACF Fiorentina)